# Nikolaus Pálffy von Erdőd (Generalfeldmarschall, 1552)

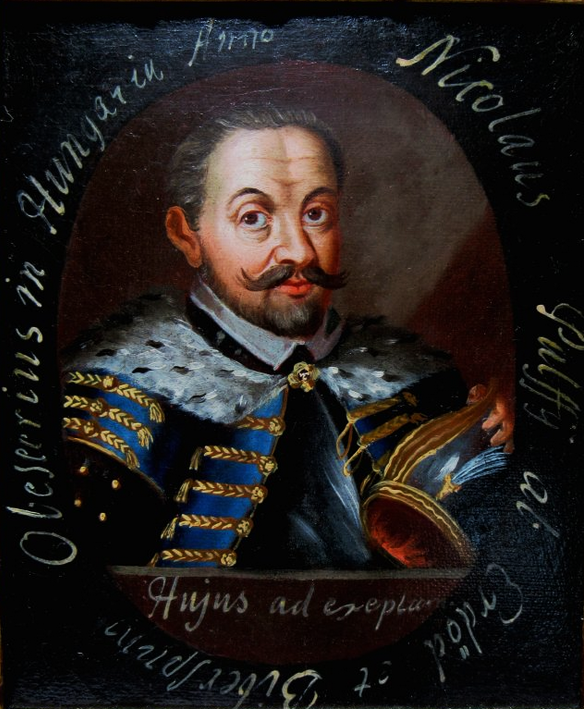
Around 1590

Graf Nikolaus Pálffy von Erdőd, familienintern Nikolaus II. (ungarisch Pálffy de Erdőd Miklós; * 10. September 1552 auf Schloss Csábrág (Csábrágvarbók), Königreich Ungarn; † 23. April 1600 in Bibersburg, Königreich Ungarn) war ein kaiserlicher Generalfeldmarschall und Schlosshauptmann von Preßburg.

## Leben
Die Pálffys zählten zum ungarischen Uradel.
Nikolaus Pálffy wurde als das jüngste Kind von Peter Pálffy (1512–1568) und seiner Ehefrau Sophia Dersffy von Zerdahely (1525–1569) geboren. Nikolaus hatte eine ausgezeichnete Erziehung erhalten, wie sie zu seiner Zeit selbst bei Vornehmsten eine Seltenheit war. Ab 1564 wurde er gemeinsam mit den Söhnen Kaiser Maximilians II., den Erzherzögen Rudolf und Ernst am Kaiserhof in Wien erzogen. Danach hatte er Griechenland, Constantinopel, Deutschland, die Niederlande, Frankreich und Spanien besucht und den praktischen Unterricht der berühmtesten Feldherrn jener Länder genossen, von dem er nach seiner Rückkehr in die Heimat profitierte.
Im Dezember 1580 erteilte ihm Kaiser Rudolph II. die Obergespanswürde des Preßburger Komitates. Am 25. April 1581 erhob ihn der Kaiser sammt seinen Brüdern zur freiherrlichen Würde. Nikolaus selbst verlieh er am 9. Dezember 1581 zusätzlich das Erzkämmereramt von Ungarn.

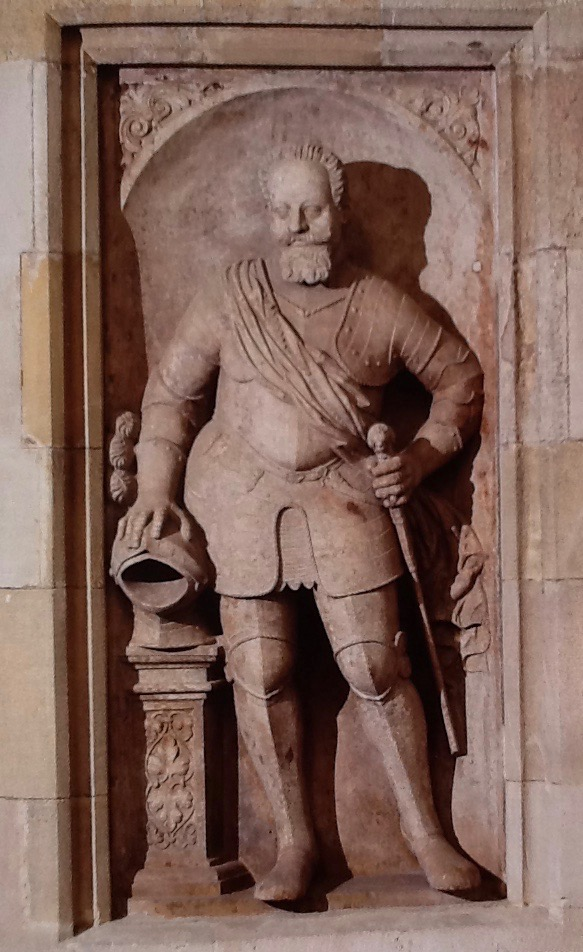
Grabdenkmal von Nikolaus II. Pálffy im St. Martinsdom zu Preßburg

Pálffy war in jener Zeit der erfolgreichste Heerführer Ungarns. Im Laufe seines Lebens nahm er an etwa 30 Feldzügen gegen die Osmanen teil. Während des sogenannten Fünfzehnjährigen Türkenkrieges erwarb er sich jedoch besondere Verdienste. Am 29. März 1598 eroberte er in Gemeinschaft mit Adolph Freiherrn von Schwarzenberg die für die Christenheit äußerst wichtige Festung Raab. Der Jubel in Wien und an anderen Orten über die Wiedereroberung dieses wichtigen Platzes war unbeschreiblich. Kaiser Rudolph befahl, zum Andenken an diese Begebenheit allenthalben an den Kreuzwegen Denksäulen zu errichten mit der Inschrift: „Sag Gott dem Herrn Lob und Dank, daß Raab ist kommen in Christenhand“.
Auch von den Päpsten Gregor XIII. und Klemens VIII. erhielt er wiederholt Dankschreiben. So schrieb Klemens VIII. im Juni des Jahres 1595 in einem Breve: „Unsere Nuntien haben uns Deine hervorragenden Aktivitäten bezüglich der Verteidigung des katholischen Glaubens beschrieben... worüber wir uns unendlich freuen, und wir wünschen, dass Du aus unserem Brief ersehen kannst, dass Deine Aktivitäten auch auf der Seite höchster Autoritäten unsere große Anerkennung und Ehre erfahren.“
Nach dieser Schlacht wurde Pálffy im gesamten Heiligen Römischen Reich sowie Königreich Ungarn überaus populär und bekannt. In Ungarn bekam er den Spitznamen „a törökverő“ („Der Türkenschläger“). Neben zahlreichen anderen Geschenken und Ehrungen wurde ihm als Belohnung die Hauptmannschaft des Preßburger Schlosses (zugleich mit den bedeutenden Schlossgärten) verliehen. Im Jahre 1599 wurde er in den erblichen Reichsgrafenstand des Heiligen Römischen Reiches (Deutscher Nation) erhoben.
Am 23. April 1600 starb Nikolaus Pálffy unerwartet auf der Bibersburg. Die Beisetzung fand nach den Gepflogenheiten der damaligen Zeit erst einen Monat später statt. Der Trauerkondukt bewegte sich unter großer Anteilnahme der Bevölkerung durch die ganze Stadt Preßburg und endete am Martinsdom, wo die eigentliche Begräbniszeremonie mit anschließender Beisetzung in der neu errichteten Pálffygruft stattfand. Der Stadtrat Preßburgs, die Zünfte, zahlreiche Ordenskongregationen und die hohe Geistlichkeit mit dem Primas von Ungarn und Erzbischof von Gran János Kutassy (~1545–1601) an der Spitze gaben dem Verstorbenen das letzte Geleit.
Im Jahre 1601 beauftragte Pálffys Witwe, Maria Magdalena Fugger, den Augsburger Bildhauer Paul Mayr mit der Errichtung eines Grabdenkmals für ihren Mann. Heute steht das Monument im dritten Joch des nördlichen Seitenschiffs des Preßburger Martinsdoms, eine lebensgroße geharnischte Figur aus gelblichem Marmor.
Pálffys Witwe Maria Magdalena Fugger wurde 1646 – ihrem eigenen Wunsch entsprechend – ebenfalls hier beigesetzt. Weitere Mitglieder der Familie Pálffy folgten. Bei der letzten Öffnung der Gruft (in den ersten Jahren des 21. Jahrhunderts) fand man zwanzig Särge. Deren Untersuchung ergab, dass sie alle leer waren. Wohin die Gebeine der Verstorbenen verbracht wurden, konnte von der Untersuchungskommission nicht geklärt werden...

## Familie
Am 4. Juni 1583 heiratete Nikolaus II. Pálffy Maria Magdalena Fugger von Kirchberg und zu Weißenhorn (* 30. April 1566 in Augsburg, † 29. Mai 1646 auf der Bibersburg), welche die Herrschaft Bibersburg als Mitgift in die Ehe brachte. Aus der überaus glücklichen Ehe gingen acht Kinder hervor (fünf Jungen und drei Mädchen), von denen jedoch nur sechs das Erwachsenenalter erreichten:
- Stephan II. (1585–1646), Ungarischer Kronhüter, Obergespann des Komitats Preßburg ⚭ Eva Susanna Gräfin Puchhaim[6]
- Johann (1588–1646), Ungarischer Kronhüter ⚭ Judith von Amadé
- Katharina (1590–1639) ⚭ Baron Zsigmond Forgách de Ghymes et Gács (1560–1621)
- Paul (1592–1653), Präsident der Ungarischen Hofkammer, Palatin von Ungarn ⚭ Maria Franziska Gräfin von Khuen und Belásy
- Niklas (1593–1621), Kämmerer
- Maria Sophia (* 1596 in Preßburg, † 1668 in Graz) ⚭ Maximilian Graf von Trauttmansdorff (1584–1650)